# سورادرزوالد ۱۰۶۶۳
سیارک ۱۰۶۶۳ (به انگلیسی: 10663 Schwarzwald، نامگذاری:4283T-2) ده هزار و ششصد و شصت و سومین سیارک کشف شده‌است که در ۲۹ سپتامبر ۱۹۷۳ کشف شد.
قدر مطلق سیارک برابر ۲۵.۷ است.